# Bandera (canção)
Bandera é uma canção da cantora brasileira Claudia Leitte, lançada em 1 de outubro de 2019 como o primeiro single de seu EP, Bandera Move. Leitte escreveu a canção com Lil Eddie, Priscilla Renea, M-Phazes e Magnificent, com produção de Lil Eddie e Magnificent.

## Composição
Produzida em uma estrutura pop por Lil Eddie e Magnificent, que também participaram da composição da canção ao lado de Claudia Leitte, Priscilla Renea e M-Phazes, a canção foi descrita por Leitte como uma música que "fala de união de povos, coragem, luta e o sonho pelo melhor que possa ser feito." Para aproveitar melhor a ideia de união de povos, a canção foi gravada nos idiomas inglês, espanhol e português.

## Lançamento
Nos dias que antecederam o lançamento do single em 1 de outubro de 2019, Claudia Leitte fez o anúncio do lançamento através de suas redes sociais, revelando a arte do single, feito pela artista estadunidense Christina Angelina, que utilizou traços marcados e contornos livres e naturais. Além da arte feita por Angelina, uma assinatura de Leitte é visível na capa. A canção foi lançada em todas as plataformas digitais em 1 de outubro, tendo seu lançamento oficial nas rádios brasileiras em 9 de outubro. No dia 11 de outubro, Leitte reuniu a imprensa brasileira na sede do Twitter para divulgar "Bandera", além de anunciar seu primeiro álbum em cinco anos, "Bandera Move" e a turnê de apoio ao single e ao álbum, Bandera Tour. Além disso, Leitte falou sobre a ideia de gravar um videoclipe para Bandera, em Miami, com direção de Chico Kertész.

## Desempenho nas tabelas musicais
| Parada (2019)             | Melhor posição |
| ------------------------- | -------------- |
| Crowley Charts Brasil Axé | 2              |